# Нордорф
Нордорф (нем. Norddorf) — община в Германии, в земле Шлезвиг-Гольштейн.
Входит в состав района Северная Фрисландия. Подчиняется управлению Фёр-Амрум. Население составляет 625 человек (на 31 декабря 2010 года). Занимает площадь 5,9 км².
Официальным языком в населённом пункте, помимо немецкого, является севернофризский.

## Знаменитые земляки
- Клемент, Кнут — немецкий филолог и этнограф